# Кесра
Кесра (араб. كسرى) — місто в Тунісі. Входить до складу вілаєту Сільяна. Станом на 2004 рік тут проживало 2 490 осіб.